# Alfaraz
Alfaraz är en ort i Spanien.   Den ligger i provinsen Provincia de Zamora och regionen Kastilien och Leon, i den centrala delen av landet, 210 km väster om huvudstaden Madrid. Alfaraz ligger 816 meter över havet och antalet invånare är 190.
Terrängen runt Alfaraz är platt, och sluttar västerut. Runt Alfaraz är det mycket glesbefolkat, med 7 invånare per kvadratkilometer. Närmaste större samhälle är Ledesma, 15,5 km söder om Alfaraz. Trakten runt Alfaraz består i huvudsak av gräsmarker.